# Tony LeVier
Tony LeVier, all'anagrafe Anthony William LeVier (Duluth, 14 febbraio 1913 – Los Angeles, 6 febbraio 1998), è stato un aviatore statunitense, sempre chiamato con il nome Tony.
Pilota collaudatore di numerosi tipi di velivoli prodotti dalla Lockheed Corporation, tra cui i caccia a reazione P-80 Shooting Star, F-94A Starfire, e F-104 Starfighter, si distinse anche come pilota di aerei da competizione partecipando anche alle National Air Races del 1937, 1938, dove vinse il Greve Trophy Race e 1939, dove si classificò al secondo posto nel Thompson Trophy Race.

## Biografia
Nacque a Duluth, Minnesota, il 14 febbraio 1913 con il nome di Anthony Puck, suo padre Anthony W. morì quando lui era ancora giovanissimo. Sua madre, Aloysia Evans, si trasferì con lui e sua sorella maggiore Nancy nel sud della California nel corso del 1919. Rimasta vedova in California conobbe Oscar LeVier, che divenne il suo secondo marito e diede ai bambini il proprio cognome.

### Le corse aeree
Fin da giovane si interessò al volo, trascurando gli studi tanto da abbandonare la scuola superiore nel 1930 e diventare pilota privato a tempo pieno, svolgendo alcuni lavori per pagarsi il vitto e le lezioni di volo.
Nel 1932 prese parte allo Junior Pilots Air Meet tenutosi a Long Beach, classificandosi al secondo posto nella categoria challenging cross-country e vincendo quella della migliore esibizione acrobatica. Dopo aver conseguito la licenza di pilota, si trasferì sulla East Coast entrando a far parte dell'equipaggio di un Ford Trimotor denominato “Mac's Air Palace”. Ritornato in California nel corso del 1935 contribuì a costituire la EZ Flying School, per aprire in seguito una scuola di volo tutta sua, la Coast Flying Academy. L'attività si rivelò poco redditizia, ed egli ritornò alle corse aeree in Arizona e California vincendone un buon numero. Durante tale attività ebbe modo di eseguire il volo di collaudo di un insolito velivolo da competizione con "ali a gabbiano", il Mendenhall Racer.
La prima grande occasione gli capitò quando gli fu affidato un aereo da competizione, il Pobjoy Special, durante le National Air Races del 1937. Purtroppo l'aereo capottò in fase di decollo, raddrizzandosi fortunatamente prima di toccare terra, ed andando quasi completamente distrutto. Durante le National Air Races del 1938, tenutesi a Cleveland tra il 3 e il 5 settembre, il costruttore Keith Rider gli affidò l'R-4 Firecracker, di proprietà dell'appassionato Bill Schoenfeldt. Volando su questo aereo conquistò il Greve Trophy, ma durante la fase di atterraggio danneggiò l'aereo in maniera così grave che non poté prendere parte al Thompson Trophy che si svolse il giorno successivo.
Nell'edizione del 1939, tenutasi sempre a Cleveland, pilotando lo stesso velivolo classificandosi al secondo posto nel Thompson Trophy. Dopo la fine della competizione andò a lavorare come meccanico presso la Douglas Aircraft Company nella speranza di essere assunto come pilota collaudatore. Non vedendo alcuna possibilità di diventare collaudatore lasciò l'azienda per essere assunto presso la compagnia aerea Mid-Continent Airlines di Kansas City, ma dopo sei mesi si trasferì alla General Motors in qualità di collaudatore dei motori destinati agli stabilimenti della fabbrica Cessna di Wichita.

### La carriera alla Lockheed
Lasciata la General Motors si trasferì alla Lockheed in qualità di pilota, incaricato di effettuare voli di consegna in Canada dei bombardieri Hudson destinati alla Royal Air Force inglese, e dei PV-1 Ventura destinati all'USAAF americana.
Nel 1942 fu assegnato al Lockheed's Flight Test Department come collaudatore del programma di volo strumentale del cacciabombardiere P-38 Lightning. Insieme al capo ingegnere collaudatore Milo Burcham si alternò nei voli che consentirono di osservare il comportamento del disegno dell'aereo durante i voli a velocità transonica. Per dimostrare l'affidabilità del progetto nelle mani di un pilota esperto, si esibì in spettacoli di acrobazia aerea destinati agli studenti della Scuola di volo Polaris basata sul War Eagle Field situato nella vicina cittadina di Lancaster. 
Nel corso del 1944 visitò l'Eighth Air Force di stanza in Gran Bretagna per dimostrare l'affidabilità del P-38 in volo con un solo propulsore, lasciando l'Inghilterra meno di una settimana prima dello sbarco in Normandia. Al suo ritorno negli Stati Uniti fu assegnato come pilota collaudatore al programma relativo al caccia a reazione P-80 Shooting Star, che portò in volo per la prima volta il 10 giugno 1944.
Nel gennaio del 1945 sostituì Milo Burcham nell'incarico di ingegnere pilota e capo collaudatore. Il 20 marzo dello stesso anno ebbe un grave incidente quando il suo aereo dovette atterrare in emergenza a causa della rottura del propulsore che causò la distruzione dell'impennaggio di coda, ed egli riportò gravi lesioni alla schiena che lo tennero lontano dal volo per sei mesi.

### L'attività nel dopoguerra
Dopo la fine della guerra acquistò un esemplare di P-38 Lightning e lo modificò per prendere parte ad esibizioni acrobatiche e corse aeree. Nel 1946 prese parte alle National Air Races, piazzandosi al secondo posto nel Thompson Trophy. Dopo aver costituito la LeVier and Associates costruì due piccoli velivoli per prendere parte alle Nationals Air Races del 1947. Nelle sue mani il "Little Ton" raggiunse una velocità massima di 200 miglia all'ora, prendendo parte alla prima manche del Goodyear Trophy che vinse, così come la successiva Sohio Trophy. Il suo P-38 partecipò poi al Thompson "R" Race Trophy, ma al termine della gara egli era così esausto che dovette essere estratto dalla cabina di pilotaggio, e dopo questo fatto abbandonò definitivamente il mondo della corse aeree.
La sua carriera di pilota collaudatore proseguì all'interno della Lockheed: il 9 novembre 1946 portò in volo per la prima volta il prototipo del velivolo da trasporto militare XR6O-1 Constitution, il 17 giugno del 1947 quello del trasporto civile Saturn, il 22 marzo 1948 quello del velivolo da addestramento a reazione T-33 Shooting Star, il 3 giugno 1949 quello del prototipo del caccia XF-90, il 16 aprile del 1949 il prototipo del caccia F-94A Starfire, e il 19 gennaio 1950 quello della versione potenziata F-94C Starfire. 
Nel 1951 brevettò l'Automatic Wing Stores Release System, e poi il Master Caution Warning Light System, scrivendo anche un libro, A Pilot's Report on Supersonic Flight,” che divenne subito un documento molto ricercato.
Il 28 febbraio 1954 portò in volo per la prima volta il prototipo del caccia bisonico a reazione XF-104 Starfighter, di cui fu per i successivi dieci anni manager del Lockheed's Starfighter Utilization Reliability Effort destinato ai paesi della NATO che avevano acquistato il velivolo. 
Il 4 agosto 1955 collaudò il prototipo del segretissimo ricognitore stratosferico U-2 Angel destinato ad operare sui cieli dell'Unione Sovietica. Lasciato l'incarico di ingegnere pilota e capo collaudatore a Herman "Fish" Salmon, continuò la carriera in ditta come direttore delle operazioni di volo presso la Lockheed-California.
Ritiratosi definitivamente a vita privata nel 1974, si spense nella sua casa di Los Angeles, California, dopo una lunga malattia, il 6 febbraio 1998. 
Per onorarne la memoria la Society of Experimental Test Pilots consegna annualmente il premio Tony LeVier Flight Test Safety Award.

## Riconoscimenti
- Flight Safety Award, 1971 della rivista Aviation Week & Space Technology.
- Membro dal 1978 della National Aviation Hall of Fame.
- Elder Statesman Award, 1986, della National Aeronautic Association.
- National Aviation Club Clifford Henderson Award for Achievement per il 1986.
- Membro della Aerospace Walk of Honor dal 1990.
- James H. Doolittle Award 1993, della Society of Experimental Test Pilots.
- Godfrey L. Cabot Award 1995.
- National Air and Space Museum Lifetime Achievement Trophy 1997.
- Membro (postumo) della Motorsports Hall of Fame of America, 2001.

### Periodici
- (EN) Jack Cox, The Keith Rider R-5 "Jackrabbit", in Sport Aviation, London, settembre 1982.
- (EN) Dennis Parks, Vintage Literature, in Vintage Aeroplane, vol. 19, n. 12, Oshkosh, EAA Antique Classic Division Inc., dicembre 1991.
- (EN) VAA News, in Vintage Aeroplane, vol. 31, n. 2, Oshkosh, EAA Antique Classic Division Inc., febbraio 2003,  p. 2.
- (EN) Tony Le Vier, Wesley S. Grinswold, How it feels to fly the World's Fastest Fighters, in Popular Science, vol. 168, n. 6, New York, Volta Torrey, giugno 1956.